# اوریون-دونگ
اوریون-دونگ (به لاتین: Oryun-dong) یک منطقهٔ مسکونی در کره جنوبی است.